# Купер, Берт
Берт Купер (англ. Bert Cooper; 10 января 1966 — 10 мая 2019) — американский боксёр-профессионал, выступавший в 1-м тяжёлом и тяжёлом весе. Чемпион мира в тяжелом весе по версии WBF (1997). Чемпион Северной Америки по версии по версии NABF в первом тяжелом весе (1986) и тяжелом весе (1987—1989; 1990).

## 1984—1991
Его 1-м тренером был Джо Фрейзер. Купер взял прозвище «Копчёный» (англ. Smokin').
Дебютировал в сентябре 1984 года в бою с Деннис Колдуомэллом, которого он нокаутировал в 1 раунде. Выиграл первые 10 боёв, 9 из них нокаутом.
В октябре 1984 года победил техническим нокаутом во 2 раунде Марка Янга.
В апреле 1985 года победил нокаутом в 1 раунде Лоренцо Бойда.
В январе 1986 года проиграл техническим нокаутом в 8-м раунде Реджи Гроссу.
В апреле 1986 года победил техническим нокаутом в 10 раунде Оскара Холмана.
В июне 1986 года победил единогласным решение судей Генри Тиллмена.
В августе 1986 года победил раздельным решением судей Тайроном Бузом.
В декабре 1986 года победил техническим нокаутом в 10 раунде Карлоса Эрнандеса.
В феврале 1987 года победил техническим нокаутом во 2 раунде Вилли де Вита.
В июне 1987 года Купер проиграл в 8-м раунде нокаутом Карлу Уильямсу. После этого боя Фрейзер ушёл от Купера.
В июне 1988 года проиграл единогласным решением судей Эверетту Мартину
В июне 1989 года Купер проиграл в 3-м раунде нокаутом Джорджу Формену.
В феврале 1990 года Купер техническим нокаутом в 8-м раунде победил Орлина Норриса.
В июне 1990 года Купер проиграл по очкам непобеждённому Рэю Мерсеру.
В октябре 1990 года Купер во 2-м раунде проиграл нокаутом непобеждённому Риддику Боу.
В октябре 1991 года победил техническим нокаутом в 5 раунде Джо Хиппа
В ноябре 1991 года Купер вышел на ринг против абсолютного чемпиона мира в тяжёлом весе Эвандера Холифилда. Купер не котировался в рейтингах, поэтому WBC отказался санкционировать этот бой как чемпионский. В этом бою оба боксёра успели побывать в нокдауне: Купер в 1 раунде, а Холифилд в 3 раунде. Тем не менее в 7-м раунде рефери остановил бой, зафиксировав победу Холифилда техническим нокаутом.
В феврале 1992 года Купер встретился с Сисэлом Коффи. В конце 1-го раунда Купер провёл правый хук в голову. Коффи, спасаясь от продолжения атаки, сам опустился на колено. Он сразу же поднялся. После возобновления поединка прозвучал гонг. В середине 2-го раунде Купер выбросил правый апперкот в челюсть. Коффи упал на канвас. Из его носа текла струя крови. Он поднялся на счёт 10. Рефери Джей Нейди, вместо того чтобы зафиксировать нокаут, позвал доктора. Врач порекомендовал прекратить поединок. Рефери зафиксировал нокаут.

## 1992—2002
В мае 1992 года состоялся бой за вакантный титул WBO между Бертом Купером и непобеждённым Майклом Мурером. Купер отправил Мурера в нокдаун в 1 и 3 раунде, но Мурер сам отправил Купера в нокдаун в 1 и 5 раундах. Мурер победил нокаутом в 5-м раунде.
В июле 1992 года победил единогласным решением судей Дэвида Джако
В феврале 1993 года Купер проиграл по очкам Майклу Уиверу.
После этого боя Купер начал чередовать победы с поражениями. Среди прочих он проиграл непобеждённым Корри Сандерсу, Ларри Дональду, Крису Бёрду, Деррику Джефферсону, Александру Золкину, Джереми Уильямсу и Фресу Окендо.
Скончался 10 мая 2019 года.